# Thomas Askebrand
Thomas Anders Roland Askebrand, nato Johansson (Åsa, 23 gennaio 1969), è un allenatore di calcio e dirigente sportivo svedese.

## Carriera
La sua carriera di allenatore cominciò in piccoli club dilettantistici delle serie minori quali Hanhals BK, Bua IF e Lerkils IF. Nel 2005 è diventato assistente allenatore del Västra Frölunda, un club di Göteborg che quell'anno ha militato nella Superettan, il secondo campionato nazionale, retrocedendo. Dopo questa parentesi, Askebrand è tornato per un triennio al Lerkils IF, tra la sesta e la quinta serie svedese.
Prima dell'inizio della stagione 2008 è approdato sulla panchina del Falkenberg, allenando così in Superettan per la prima volta da capo allenatore. È rimasto alla guida della formazione in maglia gialla per cinque anni, durante i quali ha ottenuto tre settimi posti, un sesto posto (nel 2009) e un tredicesimo posto con salvezza giunta a seguito degli spareggi (nel 2012).
In vista della stagione 2013 è stato nominato nuovo tecnico del GAIS, squadra di Superettan che era reduce dalla retrocessione dall'Allsvenskan dell'anno precedente. Con i neroverdi ha chiuso la Superettan 2013 al settimo posto, per poi essere esonerato nei primi mesi del campionato successivo a causa di un inizio negativo da otto punti nelle prime nove giornate.
Il 10 dicembre 2014, l'Öster ha annunciato l'arrivo in panchina di Askebrand per le due successive annate con un'opzione per un terzo anno. Nel 2015 i rossoblu sono arrivati terzi nel loro raggruppamento di Division 1, mentre l'anno successivo hanno centrato la promozione diretta terminando al primo posto. Da neopromosso, l'Öster è poi giunto al quinto posto nella Superettan 2017, suo ultimo campionato alla guida del club.
Nel biennio compreso tra il 2018 e il 2019 ha allenato l'Örgryte, squadra piazzatasi quarta nella Superettan 2018 e settima nella Superettan 2019.
Nel novembre 2019 ha accettato l'offerta da parte del Västerås SK per le successive 2+1 stagioni. I biancoverdi si sono classificati settimi nella Superettan 2020, ma nel corso del campionato 2021 Askebrand è stato esonerato a causa di valutazioni sulle prestazioni e sullo sviluppo della squadra, che in quel momento occupava il decimo posto dopo quattordici giornate della Superettan 2021.
Il 1º settembre 2022 è entrato ufficialmente a far parte del Varberg, club militante nella massima serie svedese, in qualità di nuovo direttore sportivo. Durante il campionato seguente, con la partenza del tecnico Joakim Persson e la scelta di promuovere Martin Skogman alla guida della prima squadra, Askebrand ha formalmente rivestito anche il ruolo di capo allenatore poiché lo stesso Skogman (il quale era de facto primo allenatore) non era in possesso di una licenza UEFA Pro e non poteva quindi ricoprire ufficialmente tale incarico in forma definitiva. Il Varberg ha comunque finito per chiudere il torneo all'ultimo posto, retrocedendo con quattro giornate d'anticipo. Nonostante la discesa in Superettan, Askebrand ha continuato nel suo ruolo di direttore sportivo del club.